# Catálogo de Deutsch

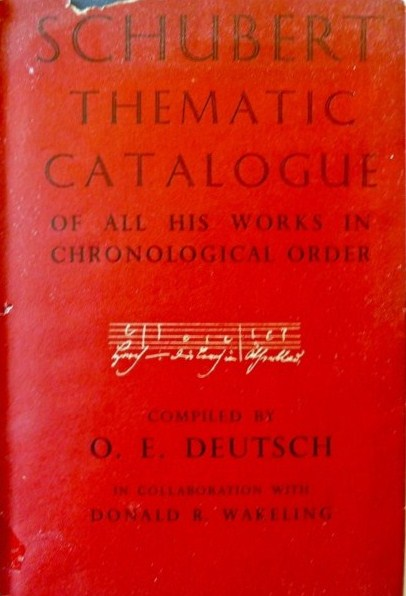
Primera edición de 1951 del Catálogo de Deutsch.

El Catálogo de Deutsch (en alemán, Deutsch-Verzeichnis) es una lista numerada de todas las composiciones de Franz Schubert, recopilada por el musicólogo Otto Erich Deutsch. Desde su primera publicación en 1951, se utilizan los números de Deutsch (abreviados como D o D.) como la única identificación de las obras del compositor austríaco.

## Historia
El catálogo de Deutsch se publicó por primera vez en inglés en Londres en 1951, con el título Schubert: Thematic Catalogue of all his Works in Chronological Order, compiled by O. E. Deutsch, in collaboration with Donald R. Wakeling. En 1978, se publicó una segunda edición actualizada  en alemán como parte de la New Schubert Edition (como part VIII Supplement / Volume 4) por Bärenreiter-Verlag. El catálogo cuenta con íncipits de calificación de todas las obras, así como todos los datos disponibles sobre origen, fuentes, temas y textos. Algunas composiciones que no tenían fecha en la primera edición recibieron un nuevo número (generalmente seguido de una letra), por ejemplo D 993 se renumeró a D 2E.
La edición original de 1951 en inglés se reeditó varias veces, por ejemplo en Estados Unidos por W. W. Norton. La versión de 1978, publicada por Bärenreiter, tenía un doble objetivo: no solo era una lista de las obras de Schubert como tal, sino también el compendio de todas las partituras publicadas por ese editor en la New Schubert Edition.
Desde 1983, aparecieron versiones compactas del catálogo en alemán, editadas por Werner Aderhold y otros. En 1995, Dover Publications volvió a publicar la edición de 1951, con actualizaciones derivadas de los estudios publicados desde 1951.
Los cambios en la numeración de las obras de Schubert fueron menores en estas ediciones posteriores.